# Diamant (Spiel)
Diamant, in den Vereinigten Staaten als Incan Gold veröffentlicht, ist ein Brettspiel von Bruno Faidutti und Alan R. Moon, das 2005 bei dem deutschen Spieleverlag Schmidt Spiele erstmals erschien und in der Folge international in zahlreichen Ausgaben und Auflagen publiziert wurde. Es handelt sich um ein Spiel, bei dem die Mitspieler in mehreren Höhlen auf Schatzsuche gehen und dabei ihr Glück herausfordern, um tiefer in die Höhlen vorzudringen. Die aktuelle deutschsprachige Auflage des Spiels von 2017 stammt von dem französischen Spielerverlag Iello, der das Spiel auch in Frankreich und in den USA vertreibt.
Das Spiel wurde im Erscheinungsjahr 2005 auf die Empfehlungsliste der Jury des Spiel des Jahres aufgenommen und erhielt den Österreichischen Spielepreis in der Kategorie „Spiele Hit für Viele“. Zudem wurde es beim Japan Boardgame Prize als „Bestes ausländisches Spiel für Anfänger“ ausgezeichnet und beim International Gamers Award als bestes Mehrspielerspiel nominiert.

## Thema und Ausstattung
Bei dem Spiel Diamant handelt es sich um ein Spiel, bei dem die Mitspieler ihr Glück herausfordern (Push your Luck). Als Teilnehmer einer Expedition versuchen sie, möglichst weit in mit zahlreichen Fallen ausgestattete Höhlen vorzudringen und dabei möglichst viele Schätze und Relikte einzusammeln, ohne zu verunglücken. Anders als bei klassischen Push-your-Luck-Spielen wie Can’t Stop, Cloud 9 oder auch Black Jack entscheiden in jeder Runde alle Spieler gleichzeitig, aus der jeweiligen Runde auszusteigen oder das Risiko eines nächsten Schrittes aufzunehmen.
Das Spielmaterial besteht neben einer Spielanleitung aus:
- einem Spielplan mit dem Expeditionscamp und fünf Höhleneingängen,
- 5 Versperrt-Plättchen, um Höhleneingänge abzusperren,
- 35 Expeditionskarten, davon 15 Schatzkarten, 15 Fallenkarten und 5 Reliktkarten,
- 16 Entscheidungskarten, je 8 für „Weiter“ und „Zurück“,
- 8 Forscherfiguren,
- 8 Schatzkisten,
- 100 Edelsteine, davon 60 rote Rubine mit Wert 1 und 40 weiße Diamanten mit Wert 5, und
- einer Spielübersicht.

## Spielweise
Zur Vorbereitung des Spiels wird das Spielfeld in die Tischmitte platziert und jeder Mitspieler bekommt eine Spielfigur und eine Schatztruhe in seiner Farbe sowie je eine Entscheidungskarte für „Weiter“ und „Zurück“. Jeder Spieler platziert die eigene Spielfigur auf dem Spielfeld und die Schatztruhe und die Karten verdeckt vor sich. Die Expeditionskarten werden gemischt und als verdeckter Nachziehstapel auf dem entsprechenden Feld des Spielbretts abgelegt. Die Edelsteine und die Versperrt-Plättchen werden neben dem Spielfeld bereit gelegt.
Das Spiel verläuft in 5 Runden, die jeweils eine Expedition in eine Höhle darstellen. Ein Spieler deckt hierfür nacheinander je eine Expeditionskarte auf und alle Spieler müssen sich nach jedem Schritt (Expeditionskarte) entscheiden, ob sie weiter vordringen oder zurück in das Camp gehen wollen. Die Karten können prinzipiell eine von drei Typen darstellen:
- die Schatzkarten zeigen eine Anzahl von Rubinen, die gefunden wurden und auf der Karte platziert werden. Sie werden gleichmäßig unter den noch an der Expedition teilnehmenden Spielern aufgeteilt, überzählige Rubine bleiben auf der Karte liegen. Die Spieler legen die Rubine vor sich ab, legen sie jedoch noch nicht in die Schatzkiste.
- die Reliktkarten zeigen Relikte, die während der Expedition gefunden werden. Sie wird einfach ausgelegt, ohne dass etwas passiert.

- die Fallenkarten zeigen je eine von fünf möglichen Fallentypen. Wenn ein Fallentyp zum ersten Mal aufgedeckt wird, passiert noch nichts. Wird die gleiche Falle bei der Expedition jedoch zum zweiten Mal aufgedeckt, endet die Expedition in dieser Höhle sofort und alle noch an der Expedition teilnehmenden Spieler müssen mit leeren Händen ins Camp zurückkehren. Bei dieser Expedition erhaltenen Rubine werden entsprechend in den Vorrat zurückgelegt. Passiert dies, wird eine der beiden gleichen Fallenkarten aus dem Spiel genommen und die andere kommt zurück in den Stapel der Expeditionskarten.

Eine Spielerbefragung findet immer statt, wenn eine Karte aufgedeckt wird. Die Spieler wählen eine ihrer beiden Entscheidungskarten, „Weiter“ oder „Zurück“, aus und legen sie verdeckt in die Tischmitte. Wenn alle Karten in der Tischmitte liegen, werden sie aufgedeckt. Alle Spieler, die „Weiter“ gewählt haben, nehmen weiter an dieser Expedition teil und können weitere Schätze sammeln. Alle Spieler, die „Zurück“ gewählt haben, kehren in das Camp zurück und nehmen nicht mehr an der Expedition teil. Sie sammeln dabei gemeinsam nach und nach alle Schätze ein, die auf dem Rückweg noch auf den Karten liegen, ein und teilen sie unter sich auf; überzählige Rubine können sie auf eine beliebige offen liegende Schatzkarte legen. Verlässt nur ein Spieler die Höhle, bekommt er alle Schätze und zusätzlich alle ausliegenden Reliktkarten der Höhle, was ihm Diamanten einbringt. Dabei sind die ersten drei Relikte einer Expedition je 5 Rubine (1 Diamant) und die späteren beiden Relikte je 10 Rubine (2 Diamanten) wert, die mit den Reliktkarten neben die Schatztruhen gelegt werden. Alle anderen während der Expedition gesammelten Rubine werden bei der Rückkehr im Camp in die Schatztruhen gelegt und sind damit sicher. Nachdem alle Entscheidungen getroffen und abgearbeitet sind, wird die nächste Karte aufgedeckt.
Nachdem alle Teilnehmer zurück ins Camp gegangen sind oder die Expedition durch eine Falle beendet wurde, wird der Höhleneingang durch ein Versperrt-Plättchen verschlossen, noch auf den Karten liegende Rubine werden zum Vorrat zurückgelegt und noch ausliegende Relikte aus dem Spiel genommen. Danach werden die Expeditionskarten wieder gemischt und die Spieler starten zur nächsten Expedition, die wie die vorherige gespielt wird. Das Spiel endet nach dem Ende der fünften Expedition und nachdem das letzte Versperrt-Plättchen auf dem fünften Höhleneingang liegt. Gewinner ist der Spieler mit den meisten Rubinen (Siegpunkte), bei einem Gleichstand gewinnen mehrere Spieler gemeinsam.

## Geschichte und Rezeption
Das Spiel Diamant wurde von dem französischen Spieleautor Bruno Faidutti und dem britischen Spieleautor Alan R. Moon entwickelt und erschien im Jahr 2005 zur Nürnberger Spielwarenmesse in einer deutschen und einer multilingualen Version. Nach Angaben von Bruno Faidutti war es nach dem nur auf Französisch erschienenen De l’Orc pour les Braves das zweite Spiel, das er gemeinsam mit Alan R. Moon entwickelte. Die beiden Autoren nutzen dabei das Wettspiel Can’t Stop von Sid Sackson als Vorbild und entwickelten zuerst Dragon’s Maze als Rennspiel, dass dem klassischen Black Jack sehr ähnlich war. Das Spiel konnten sie allerdings nicht platzieren und entwickelten es weiter mit der Idee, eine zeitgleiche Entscheidung aller Spieler in die Spielmechanik zu integrieren. Als Thema entscheiden sie sich für eine Story zwischen Indiana Jones und Allan Quatermain und sie nannten das Spiel The Temple of Doom. Bei verschiedenen Testspielen optimierten sie das Konzept und laut Faidutti kam die letzte Idee zur Verbesserung von Friedemann Friese.
Im Erscheinungsjahr 2005 wurde das Spiel auf die Empfehlungsliste der Jury des Spiel des Jahres aufgenommen und erhielt den österreichischen Spielepreis Spiel der Spiele in der Kategorie „Spiele Hit für Viele“. Zudem wurde es beim Japan Boardgame Prize als „Bestes ausländisches Spiel für Anfänger“ ausgezeichnet und beim International Gamers Award als bestes Mehrspielerspiel nominiert.
In der Folge erschien Diamant international in zahlreichen Ausgaben und Auflagen bei verschiedenen Verlagen. In den Vereinigten Staaten wurde es 2006 zuerst von den Verlagen Funagain und Sunriver Games als Incan Gold veröffentlicht, 2009 erschien es unter dem gleichen Titel bei Eagle-Gryphon Games. Die aktuelle deutschsprachige Auflage des Spiels von 2017 stammt von dem französischen Spielerverlag IELLO und wird von Hutter Trade vertrieben, wobei IELLO das Spiel auch in Frankreich und in den USA vertreibt.

## Belege
1. 1 2 3 4 5 6  Diamant (Memento des Originals vom 15. August 2018 im Internet Archive)  Info: Der Archivlink wurde automatisch eingesetzt und noch nicht geprüft. Bitte prüfe Original- und Archivlink gemäß Anleitung und entferne dann diesen Hinweis., Spielanleitung der deutschsprachige Ausgabe von IELLO, 2017
2. 1 2  Diamant im Blog des Spieleautors Bruno Faidutti, 11. April 2016; abgerufen am 15. August 2018
3. 1 2 3  Diamant, Versionen von Diamant bei BoardGameGeek. Abgerufen am 15. August 2018.
4. 1 2  Diamant, Incan Gold im Blog des Spieleautors Bruno Faidutti, 1. Mai 2012; abgerufen am 15. August 2018
5. ↑  Diamant in der Datenbank des Vereins Spiel des Jahres e.V.; abgerufen am 15. August 2018
6. ↑  Diamant (Memento des Originals vom 15. August 2018 im Internet Archive)  Info: Der Archivlink wurde automatisch eingesetzt und noch nicht geprüft. Bitte prüfe Original- und Archivlink gemäß Anleitung und entferne dann diesen Hinweis., Spielanleitung der deutschsprachige Ausgabe von IELLO, 2017; abgerufen am 15. August 2018